# 聖巴多羅買醫院
聖巴多羅買醫院，簡稱巴特，為英国倫敦市的一所教學醫院，成立於1123年，是全欧洲歷史最悠久且維持原址時間最長的醫院，現由巴特醫療 NHS 信託運營。

## 歷史

### 初期
聖巴多羅買醫院由亨利一世國王的寵臣華西亞（1114年逝世後葬於附近的聖巴多羅買大教堂）於1123年創辦。亨利八世國王下令解散修道院後，醫院運作雖然未受影響，但收入卻被削減。亨利八世於1546年12月簽署合同，將醫院授予倫敦市，從而重新創辦聖巴多羅買醫院，並於1547年1月的專利特許證賦予其物業和收入。醫院的法律名稱為「亨利八世基金會倫敦市郊西士美菲貧民院」（House of the Poore in West Smithfield in the suburbs of the City of London of Henry VIII's Foundation），但公眾從未使用這名稱。醫院首任院長是亨利的醫生湯馬斯·韋加利。
在此處，17世紀的威廉·哈維研究循環系統，18世紀的佩西瓦·樸特和約翰·阿伯內西為現代外科理論奠基，19世紀末的貝德福·芬維克夫人發展其護理專業。
1839至1872年間，死亡報告顯示外科創傷和手術後感染是致命的最大原因。但是，肺結核仍是非創傷的最大致命原因。
國民保健系統於1948年創立後，醫院正式稱為聖巴多羅買醫院。

### 建築物
聖巴多羅買醫院是英國維持原址的最長歷史醫院，也是建築史上重要建築物。亨利八世入口仍是主要的公眾入口，大門上的雕像是倫敦唯一的亨利八世雕像。
主要廣場是由詹姆斯·傑布斯設計的。原來的四個建築群中只有三個仍然屹立，包括大禮堂所在的建築群和兩個由病院組成的建築。首個建造的建築翼是1732年北翼，包含大禮堂和賀加斯壁畫。南翼、西翼和東翼分別在1740年、1752年和1769年建造。一個小噴泉和小花園於1859年設置於中央。
聖巴多羅買醫院雖然歷經倫敦大火和倫敦大轟炸，但仍屹立不倒。其博物館展示12世紀至今的醫療系統和醫院歷史。階梯旁的牆壁是威廉·賀加斯所繪的兩幅壁畫「畢士大池」（1736年）和「好撒馬利亞人」（1737年）。賀加斯因醫院向意大利畫家支付酬金而深深不忿，他為了表示英格蘭畫家也能繪畫，堅持免費完成這兩幅壁畫。「畢士大池」描繪耶穌治病。
階梯通往巴洛克式的雙層大禮堂。雖然大禮堂內有一些畫作，但都是在可移動的架上，牆壁上列出捐贈者的大型碑誌。一些以£sd系統（鎊、先令、便士）紀錄的捐款不是整數，因他們是遺產的一部份，另一些非整數捐款是紀錄時把堅尼的整數轉換成£sd系統。
修道院解散後，醫院和牧區教堂聖巴多羅買禮拜堂一同列入聖公會聖巴多羅買修院禮拜堂牧區，是英格蘭醫院中的特有情況。該址原有的五個禮拜堂中只有這個倖存，其餘四個都毀於亨利八世時期。教堂有一個15世紀塔樓和聖衣室，它與醫院的關連從其20世紀初期繪有一名護士的彩繪玻璃可見一斑。
綜觀19世紀，哈德維克家族是醫院的主要捐贈人。小湯馬斯·哈德維克（1752年－1825年）、菲利浦·哈德維克（1792年－1870年）和菲利浦·查理斯·哈德維克（1822年－1892年）祖孫三人都是醫院的建築師或測量師。菲利浦·哈德維克也受聘於1823年負責重建聖巴多羅買小教堂，也為庭院中的噴泉作出貢獻。
截至1872年，醫院擁有676個床位。每年接受約6000名留醫病人和101000名門診病人。醫院每年收入是£40,000（主要來自租金和受資助物業）。

### 倒閉危機

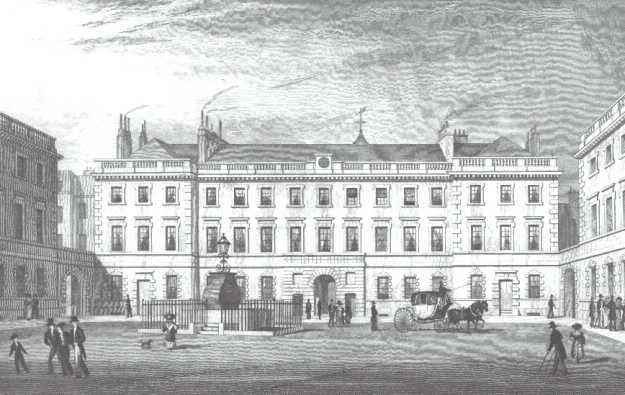
19世紀初的庭院

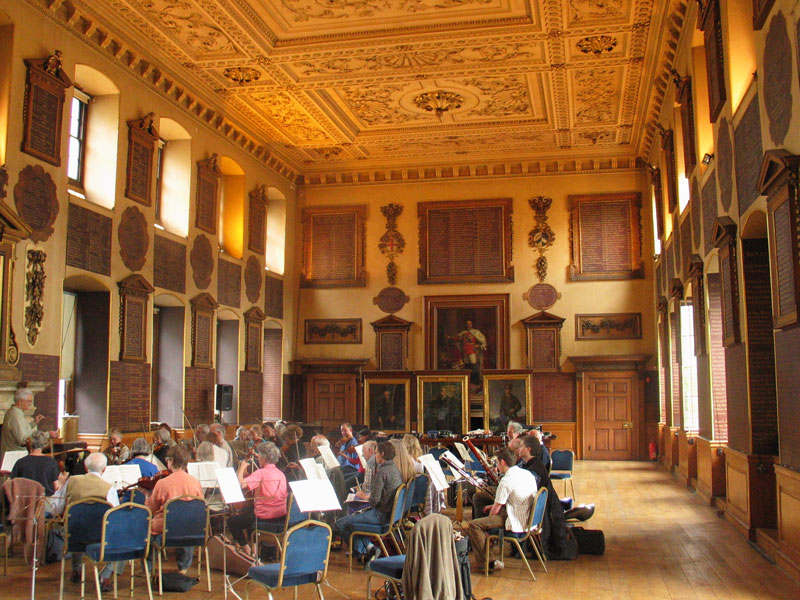
聖巴多羅買醫院的大禮堂

1993年，湯連臣關於倫敦各醫院的評論出版，該評論認為倫敦中央有太多醫院。它建議醫療服務應該設置於較接近民居的地方，而聖巴多羅買醫院則屬於低人口集中區的醫院，並受到倒閉的威脅。「拯救巴特運動」發起挽救聖巴多羅買醫院，得到醫院職員、居民、當地國會議院和倫敦市支持。他們反駁說，當地需要一所普通科醫院，以滿足每日短暫逗留在倫敦市工作的300,000人的需求。
一些設施躲過的倒閉危機，但是急症部門於1995年關閉，一些則遷移到皇家倫敦醫院（同一信託集團的醫院，但位於幾英里以外的白教堂區）。聖巴多羅買醫院設立了輕傷部處理輕微個案（通常佔急症服務的一大部份），但緊急和重大個案則交予其他醫院負責。自從九一一襲擊和倫敦七七爆炸案發生後，倫敦市遭受恐怖襲擊威脅，有議論擔心當地缺乏醫療服務。
有計劃將聖巴多羅買醫院發展成心臟科和癌症專業治療中心，但在2006年民間融資提案制度撥款審核時再度受到威脅，使「拯救巴特運動」繼續。問題得到解決，聖巴多羅買醫院預期會開設新的癌症治療中心，皇家倫敦醫院則開設新普通科病院。聖巴多羅買醫院仍然與醫學院的主要研究和教學設施維持聯繫。
瑪麗女王翼已經拆除，但是新的醫院建築物有意保留佐治五世大樓的立面。病人會入住單人病房和四人病房。新的主要入口會設於愛德華國王街。傑布斯廣場會翻新並移除停車場。
巴特及倫敦NHS信託起初由聖巴多羅買醫院（388個床位）、皇家倫敦醫院（675個床位）和倫敦胸科醫院（109個床位）組成，於2012年3月與威普十字大學醫院和紐漢大學醫院合併成巴特醫療NHS信託。

### 醫學院
1843年，聖巴多羅買醫院醫學院成立以訓練醫療人員，但是有些人認為教學歷史可追溯於世紀初，當時醫院已經為約翰·阿伯內西建造了教學用演講廳。1995年，聖巴多羅買醫院醫學院和皇家倫敦醫院附屬的醫學院合併成為倫敦大學瑪麗王后學院。現時，該學校稱為巴特和倫敦醫學及牙科學校，位於士美菲的聖巴多羅買醫院院址和附近的遮打大廈廣場。醫學院的臨床前教學位於白教堂區。
現時的護理及助產學院於1994年成立，由聖巴多羅買醫院和皇家倫敦醫院屬下的學院合併，成為聖巴多羅買護理及助產學院，1995年併入倫敦城市大學。

#### 著名校友

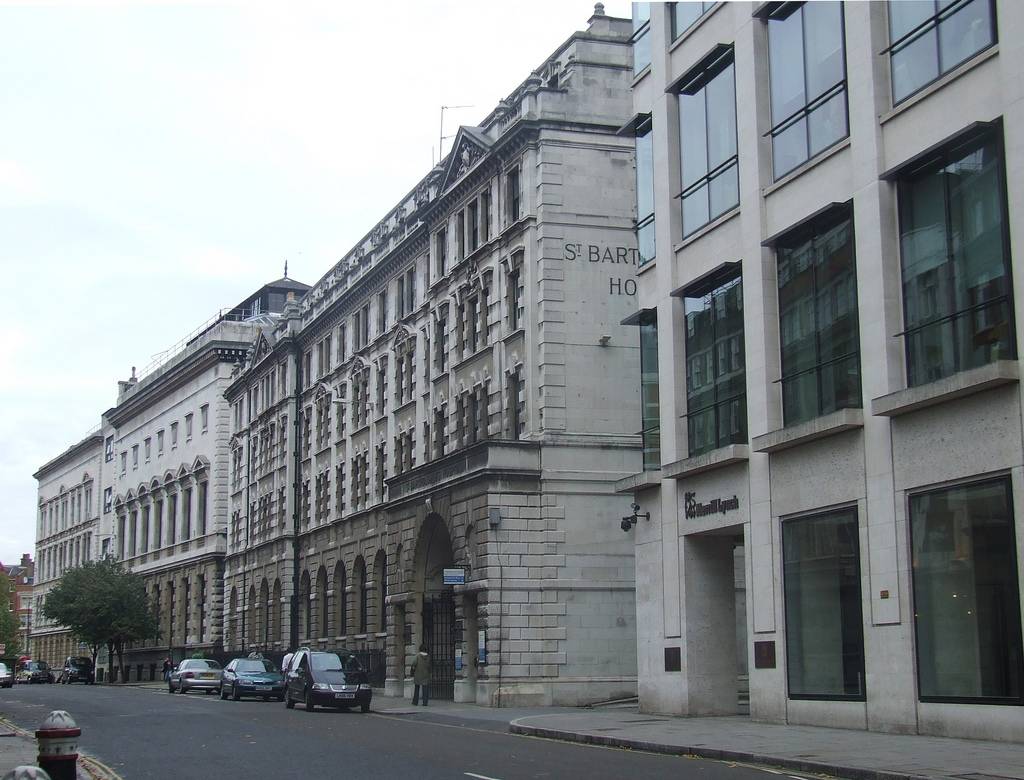
2007年的聖巴多羅買醫院

- 約翰·阿伯內西
- 威廉·哈維
- 鍾馬田
- 馬禮遜
- 齊拉德·萊奧

## 醫學博物館

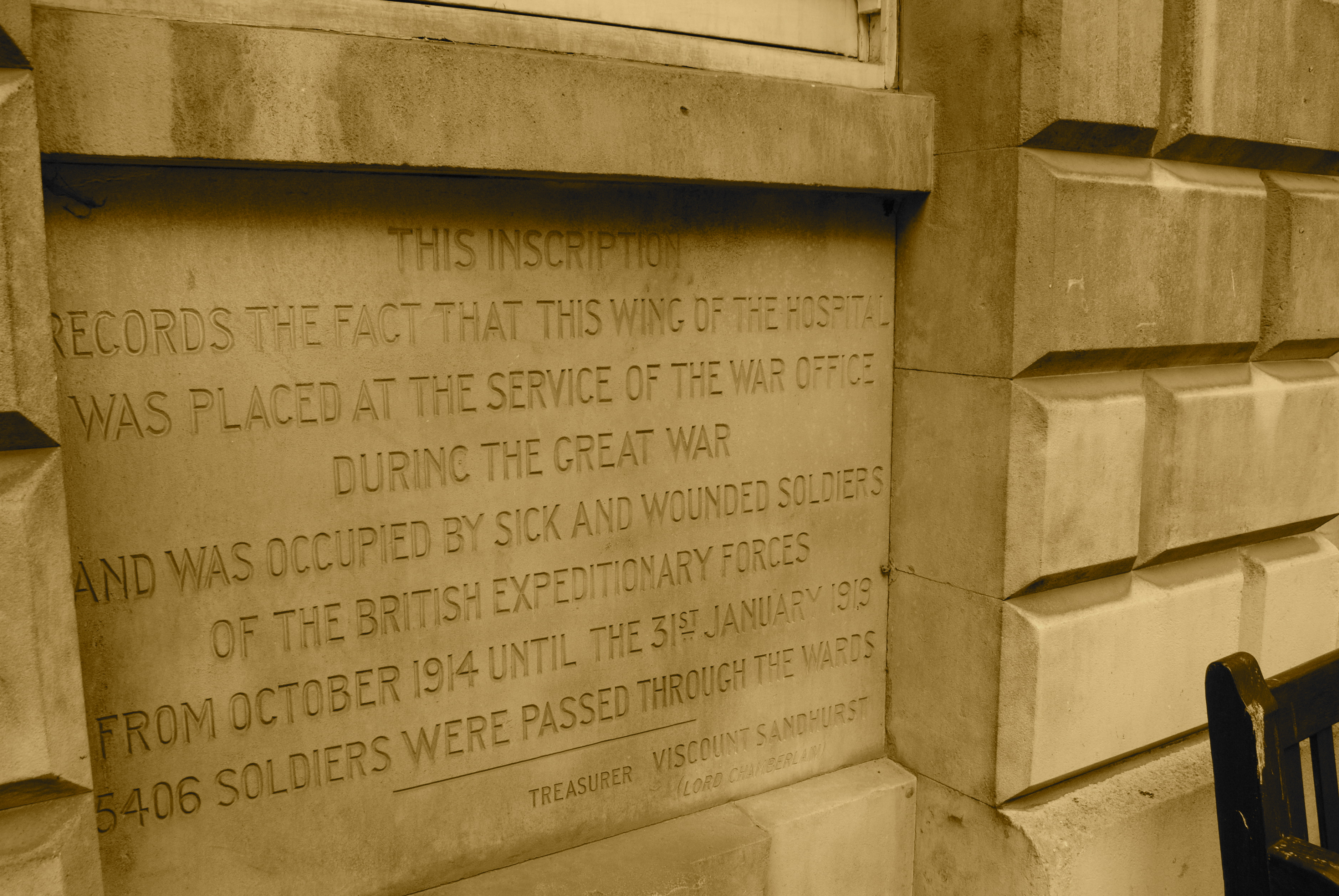
紀念醫院在第一次世界大戰期間接收5406名士兵。

聖巴多羅買醫院博物館講述醫院的故事和照顧傷患者的工作。博物館館藏包括歷史外科用具、雕塑、中世紀文件和藝術品（例如威廉·賀加斯的畫作）。博物館位於北翼拱道，週二至周五上午10時至下午4時免費開放。

## 福爾摩斯故事
在亞瑟·柯南·道爾的1887年小說《血字的研究》中，夏洛克·福爾摩斯和華生醫生在聖巴多羅買醫院的一個化學實驗室首次相遇。聖巴多羅買醫院是華生的母校。這個小說設定使東京「福爾摩斯鑒賞學會」捐款予「拯救巴特運動」。
在2012年的BBC連續劇《新世紀福爾摩斯》第二季末集中，福爾摩斯在聖巴多羅買醫院頂樓一躍而下，用以影射原作《最後一案》中的萊辛巴赫瀑布。

## 延伸閱讀
- Dainton, Courtney. "Bart's Hospital," History Today (1978) 28#12 pp810–16, popular overview; online
- Robinson, James O. "The Royal and Ancient Hospital of St Bartholomew (Founded 1123)," Journal of Medical Biography (1993) 1#1 pp 23–30
- Waddington, Keir. Medical Education at St Bartholomew's Hospital 1123-1995 (2003) 464pp.
- Waddington, Keir. "Mayhem and Medical Students: Image, Conduct, and Control in the Victorian and Edwardian London Teaching Hospital," Social History of Medicine (2002) 15#1 pp 45–64.

## 外部連結
- Barts and The London NHS Trust （页面存档备份，存于）
- The Museum of St Bartholomew's Hospital （页面存档备份，存于）
- Barts and The London, Queen Mary's School of Medicine and Dentistry （页面存档备份，存于）
- St Bartholomew School of Nursing & Midwifery, City University （页面存档备份，存于）
- Historic image of Barts looking across Smithfield Market （页面存档备份，存于）
- Lists of Barts students （页面存档备份，存于）